# Schloss Osnabrück

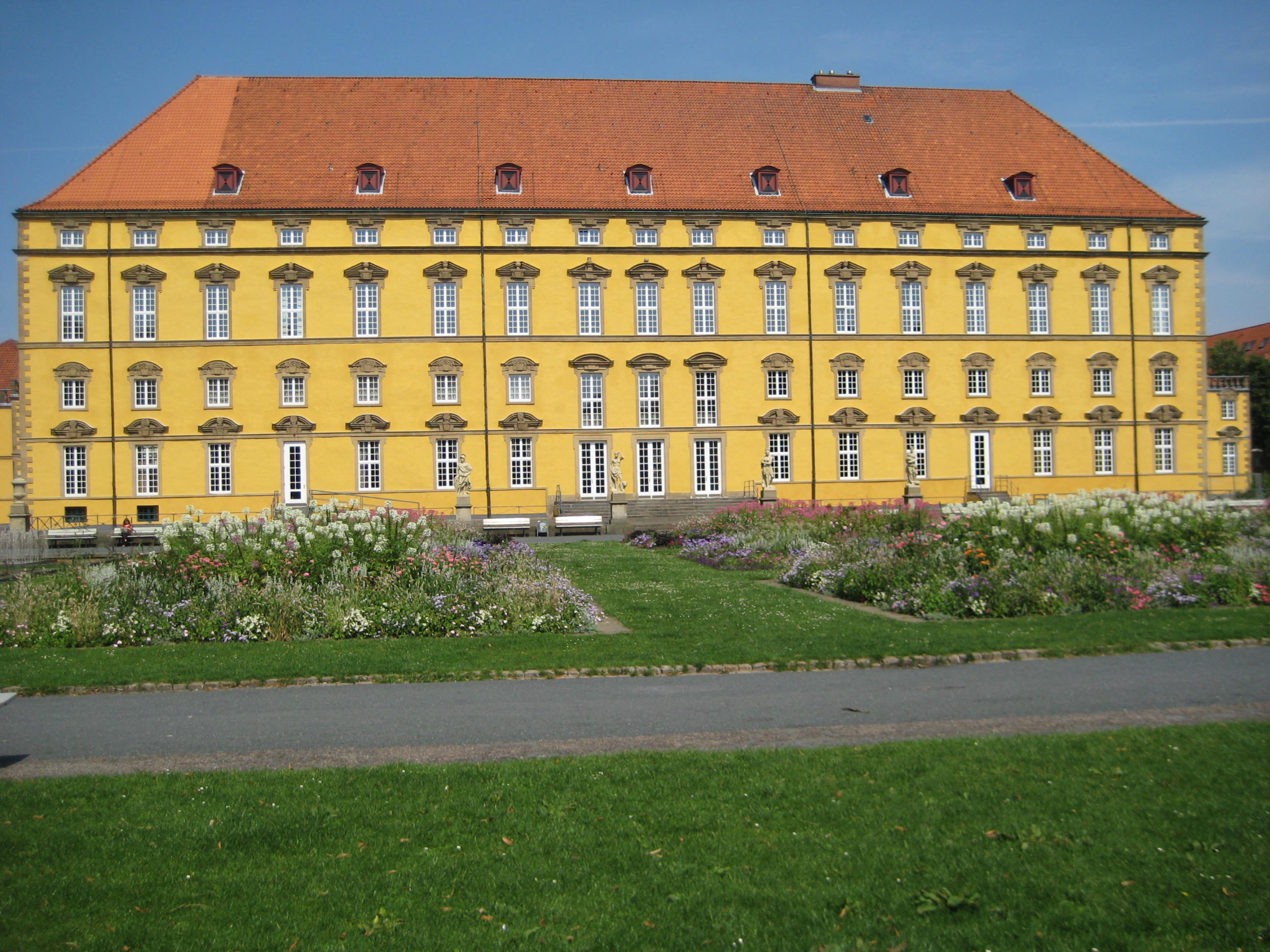
Blick vom Schlossgarten

Das Osnabrücker Schloss war die Bischofsresidenz des protestantischen Osnabrücker Fürstbischofs Ernst August I. von Braunschweig-Lüneburg und seiner Frau Sophie von der Pfalz. Es ist seit 1974 Sitz der Verwaltung der Universität Osnabrück. Das Gebäude samt Gartenanlage, die Skulpturen im Schlossgarten einschließlich des Lyra-Denkmals stehen unter Denkmalschutz.

## Geschichte

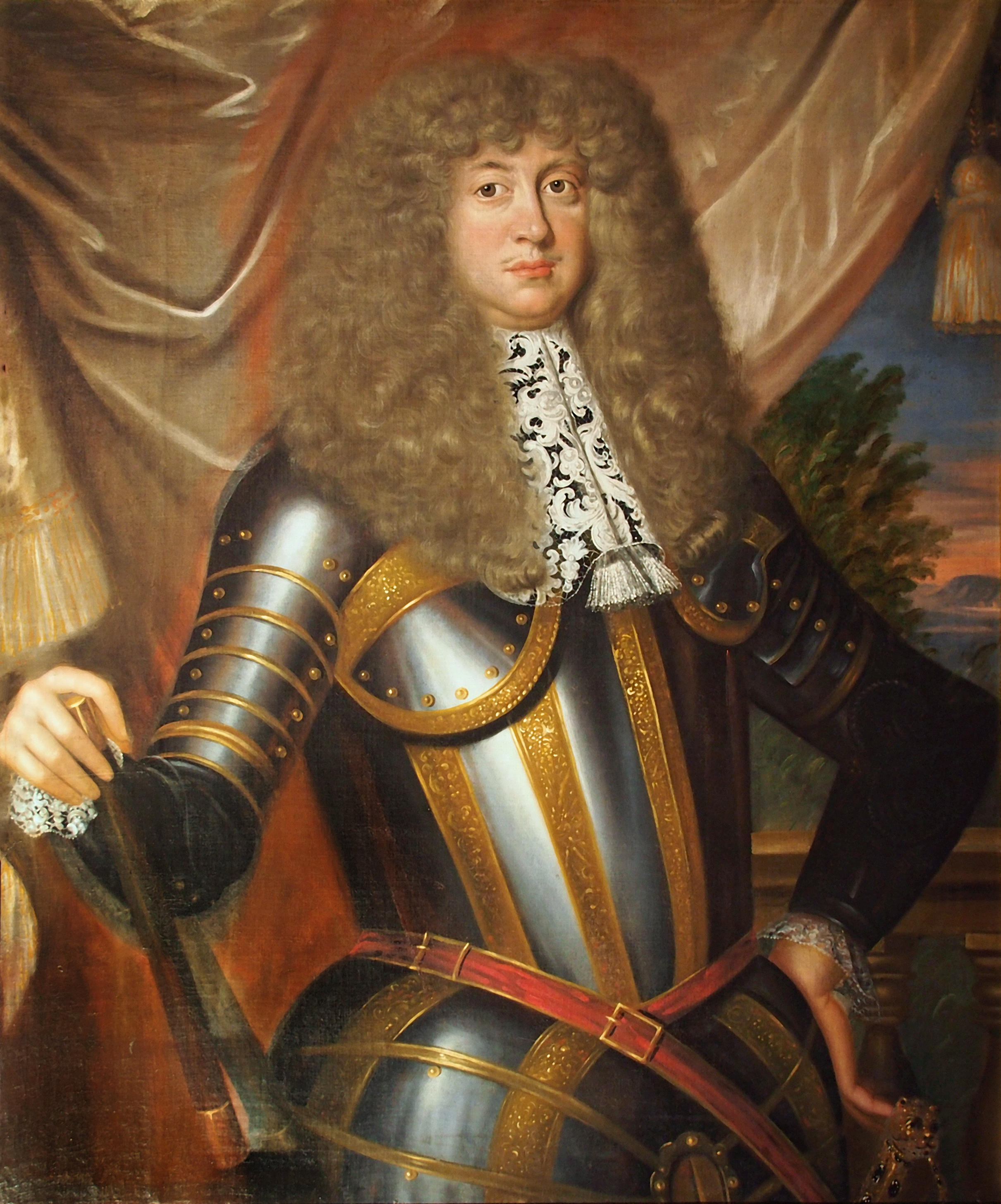
Fürstbischof Ernst August I. von Braunschweig-Lüneburg (1670)

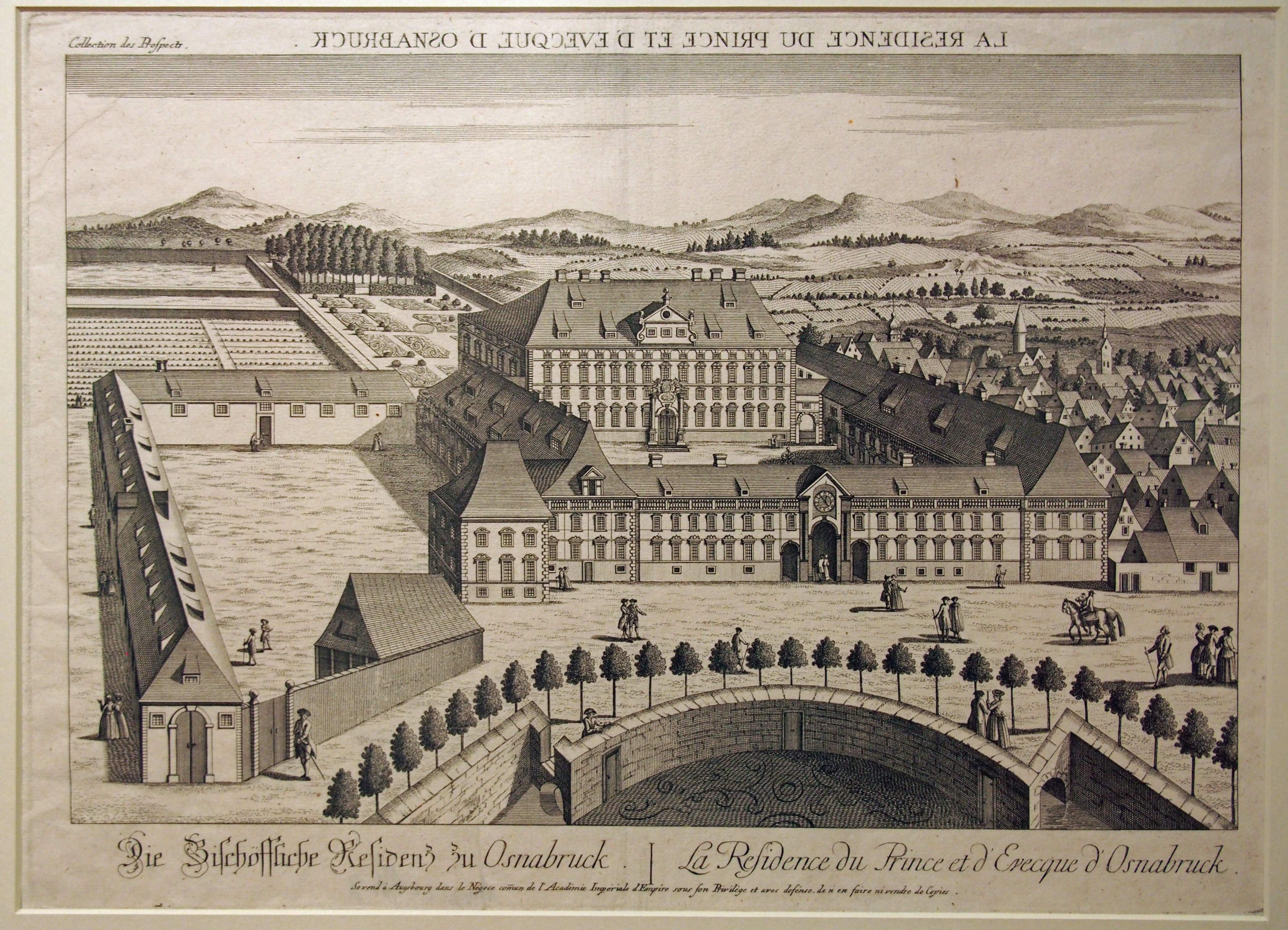
Die Bischöfliche Residenz nach 1777 (spiegelverkehrte Ansicht)

1662 war Ernst August Bischof von Osnabrück geworden. Wie seine Vorgänger seit dem 11. Jahrhundert residierte er im südlich der Stadt gelegenen Iburger Schloss. Dieses genügte bald seinen Repräsentationsansprüchen nicht mehr. Außerdem beabsichtigte er, die Unabhängigkeit der Stadt einzuschränken. In Osnabrück gab es kein für seine Zwecke geeignetes Gebäude. Die von seinem katholischen Amtsvorgänger Franz Wilhelm von Wartenberg erbaute und nur zeitweilig bewohnte Petersburg war bereits 1648 von den Osnabrücker Bürgern geschleift worden.
Ernst August kaufte ein Gelände in der Neustadt. 1667 wurde mit dem Bau des vierflügeligen Schlosses im Stil des Barock begonnen. Mit dem Bau waren wechselnde Architekten beauftragt. Im viergeschossigen Wohnbau, dem Corps de Logis, befanden sich Wohn- und Gästeräume, Wirtschaftsräume, der Marstall, eine Kapelle sowie im dritten Stockwerk ein Festsaal von 25 Meter Länge. Seine Ausgestaltung und die des Schlosses insgesamt lassen sich aufgrund von Zerstörungen und Umbauten nur in groben Zügen rekonstruieren (u. a. Deckenbilder mit dem Sturz Phaetons und der Taufe Widukinds). Auch Sophie von der Pfalz brachte Ideen ein, nachdem sie mit ihrer Tochter Sophie Charlotte Schlösser und Gärten in Frankreich besucht hatte. Insbesondere die Gestaltung des Osnabrücker Schlossgartens machte sie sich zur Aufgabe.

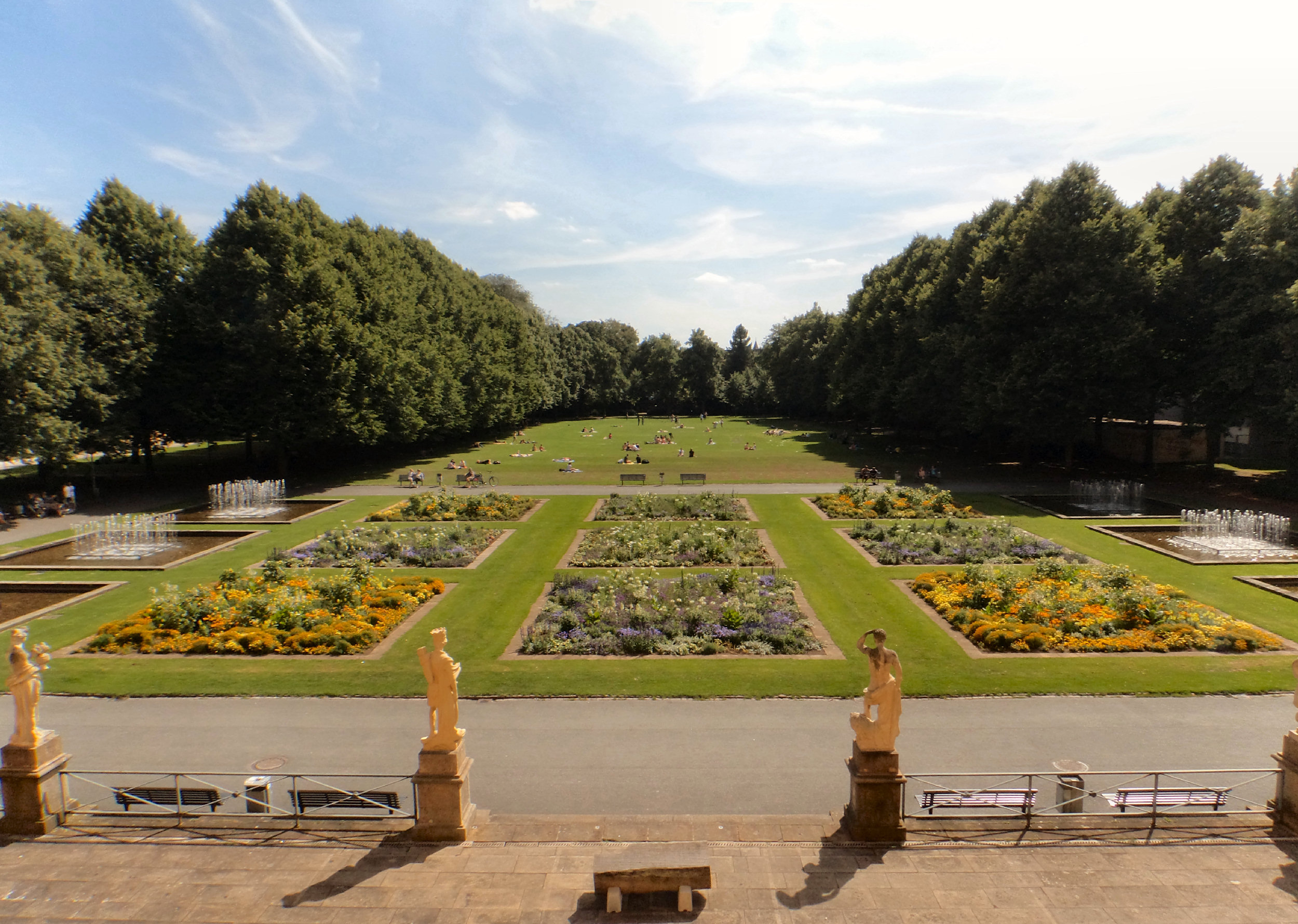
Der Schlosspark

1673 war das Schloss bezugsfertig. Der jüngste Sohn des Paares, Ernst August II. von Hannover, wurde 1674 im Osnabrücker Schloss geboren. Die Bischofsfamilie verließ Osnabrück, nachdem der ältere Bruder Ernst Augusts I., Johann Friedrich, 1679 gestorben war und Ernst August dessen Nachfolge im Fürstentum Calenberg angetreten hatte. Die Familie residierte fortan in Hannover im Leineschloss, einem umgebauten Kloster, das wesentlich weniger zeitgemäß und repräsentativ war als das neue Osnabrücker Schloss. Deshalb trauerte Sophie der Osnabrücker Residenz nach: „Ich werde mein Leben lang den Garten und das Schloss in Osnabrück vermissen. Mein Garten, meine Blumen, mein Haus, meine Möbel: Ich finde mich dieser Freuden auf einmal beraubt.“ Den von ihr gestalteten Park nahm sie sich ab 1680 zum Vorbild für den maßgeblich unter ihrer Ägide angelegten Großen Garten in Herrenhausen. Dem Osnabrücker Schloss bleibt nach dem Wegzug des Regentenpaares für den Rest der Lebenszeit Ernst Augusts nur die Funktion als Sitz der Verwaltung des Fürstbistums.

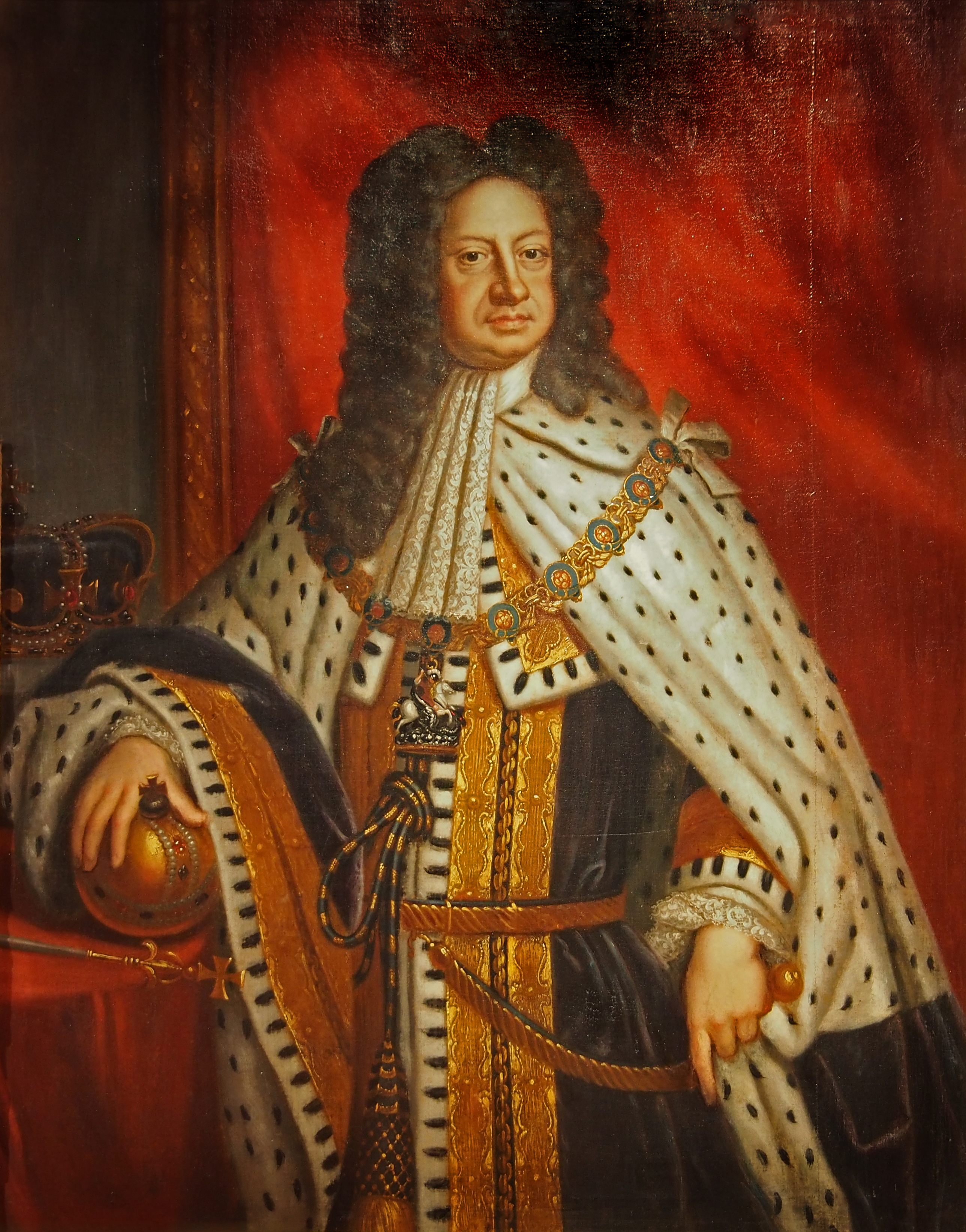
König Georg I. starb 1727 im Osnabrücker Schloss

Nach Ernst Augusts Tod 1698 kam – gemäß dem Friedensvertrag von Münster und Osnabrück – wieder ein katholischer Fürstbischof an die Reihe, Karl III. Joseph von Lothringen. Er hielt in Osnabrück aufwendig Hof. Als er dann 1711 auch die Regierung in Kurtrier übernommen hatte, pendelte er zwischen Trier, Lunéville, Wien und Osnabrück hin und her. Das Schloss stand somit meist leer, bis Ernst Augusts und Sophies Sohn Ernst August II. 1715 Nachfolger des katholischen Bischofs Karl Joseph wurde, in Osnabrück residierte und dort das Schloss um ein Archivgebäude erweiterte. Sein ältester Bruder Georg Ludwig, der seine frühe Kindheit in Iburg und Osnabrück verbracht hatte, wurde als Georg I. 1714 König von Großbritannien und Irland. Er starb am 11. Juni 1727 im Osnabrücker Schloss seines Bruders, als er sich auf dem Weg von England nach Hannover befand. Ernst August II. starb am 14. August 1728 im Osnabrücker Schloss. Auf ihn folgte mit Clemens August I. von Bayern wieder ein Katholik als Bischof. Da er fünf Fürstbistümer zugleich regierte und meist in der Bonner Residenz oder auf Schloss Brühl lebte, wurde das Osnabrücker Schloss vernachlässigt und drohte zu verfallen. Während der Regentschaft Friedrichs von Yorcks (1764–1802), der schon als Kleinkind zum Fürstbischof gewählt wurde, fanden umfangreiche Renovierungen und Umgestaltungen statt.
Ab 1803 diente das Schloss als Verwaltungsgebäude. Im Zweiten Weltkrieg wurde es durch Bombardement zerstört; nur die Außenmauern blieben erhalten. Nach Kriegsende wurde es wieder aufgebaut. 1953 waren die Arbeiten abgeschlossen. Die Innenräume wurden mehrfach umgebaut.

## Kunsterziehung
Im Jahre 1938 wurden auf Initiative von Wilhelm Renfordt die „Städtischen Förderklassen für bildnerisches Gestalten (Laienschaften)“ gegründet, die im Schloss untergebracht waren und junge Talente förderten. Hanns-Gerd Rabe zufolge ist eine ganze Künstlergeneration Osnabrücks dieser Schule entwachsen.

## Gestapokeller
Während der Zeit des Nationalsozialismus war die Geheime Staatspolizei von 1938 an in der früheren Reithalle im westlichen Flügel des Schlosses untergebracht. Im Keller richtete sie fünf Haft- und Folterzellen ein. Darin waren während der Novemberpogrome 1938 jüdische Osnabrücker inhaftiert, ehe sie in das KZ Buchenwald gebracht wurden. Auch spätere Insassen des Straflagers für ausländische Zwangsarbeitende am Augustaschacht Ohrbeck wurden zunächst hier gefangen gehalten, außerdem politische Häftlinge sowie auch weiterhin verfolgte Juden. Am Westflügel des Schlosses erinnert seit 1995 eine Gedenktafel an die Gestapo-Opfer in Osnabrück. Nach Ende des Krieges wurden die Räume zeitweilig als Lager genutzt. Der Verein „Gedenkstätte Gestapokeller im Osnabrücker Schloss“ eröffnete 2001 mit Unterstützung der Universität Osnabrück die Gedenkstätte Gestapokeller mit Dauer- und Wechselausstellungen. Im Juni 2020 wurde die neue Dauerausstellung „Polizeigewalt und Zwangsarbeit“ eröffnet, in der die zahlreichen gewalttätigen Maßnahmen der Gestapo gegen ausländische Zwangsarbeitende im Zweiten Weltkrieg thematisiert werden.

## Pädagogische Hochschule und Universität
1953 wurde die Adolf-Reichwein-Hochschule Celle, eine Pädagogische Hochschule, nach Osnabrück verlegt. Sie nahm ihren Sitz im Osnabrücker Schloss. 1969 wurden alle acht Pädagogischen Hochschulen im Land Niedersachsen als Pädagogische Hochschule Niedersachsen zusammengeschlossen. Die Abteilungen Vechta und Osnabrück wurden mit dem am 3. Dezember 1973 verkündeten Gesetz über die Organisation der Universitäten Oldenburg und Osnabrück am 5. Dezember in die neue Universität Osnabrück integriert. Sie nahm den Lehrbetrieb zum Sommersemester 1974 auf. Die Verwaltung der Universität hat seither ihren Sitz im Schloss. Außerdem sind die Facheinheiten Musik/Musikwissenschaft und Evangelische Theologie im Schlosshauptgebäude untergebracht. Die Schlossaula wird für größere Veranstaltungen, Konzerte und Kongresse genutzt.

## Galerie

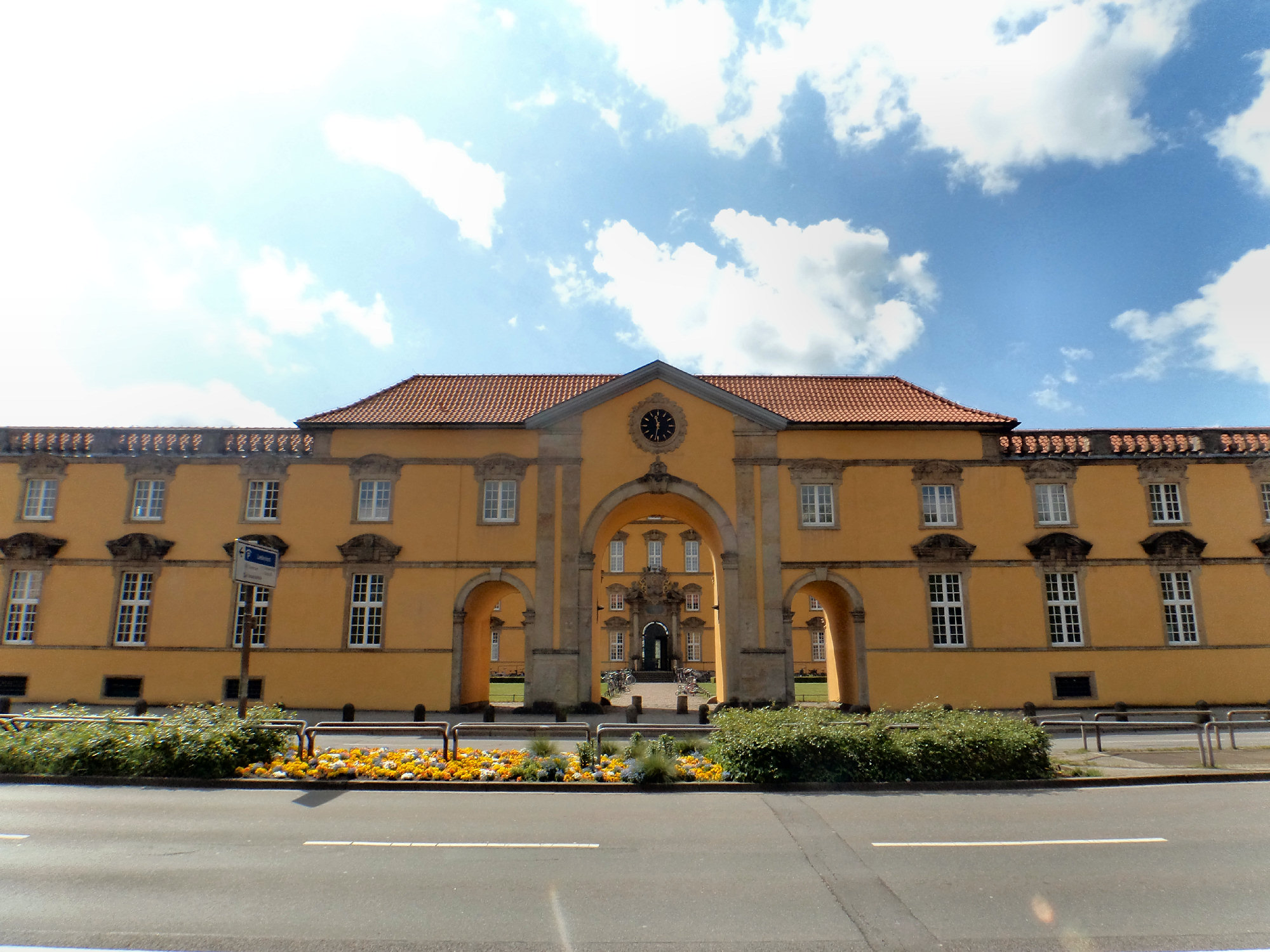
Frontalansicht des Torhauses vom Neuen Graben aus
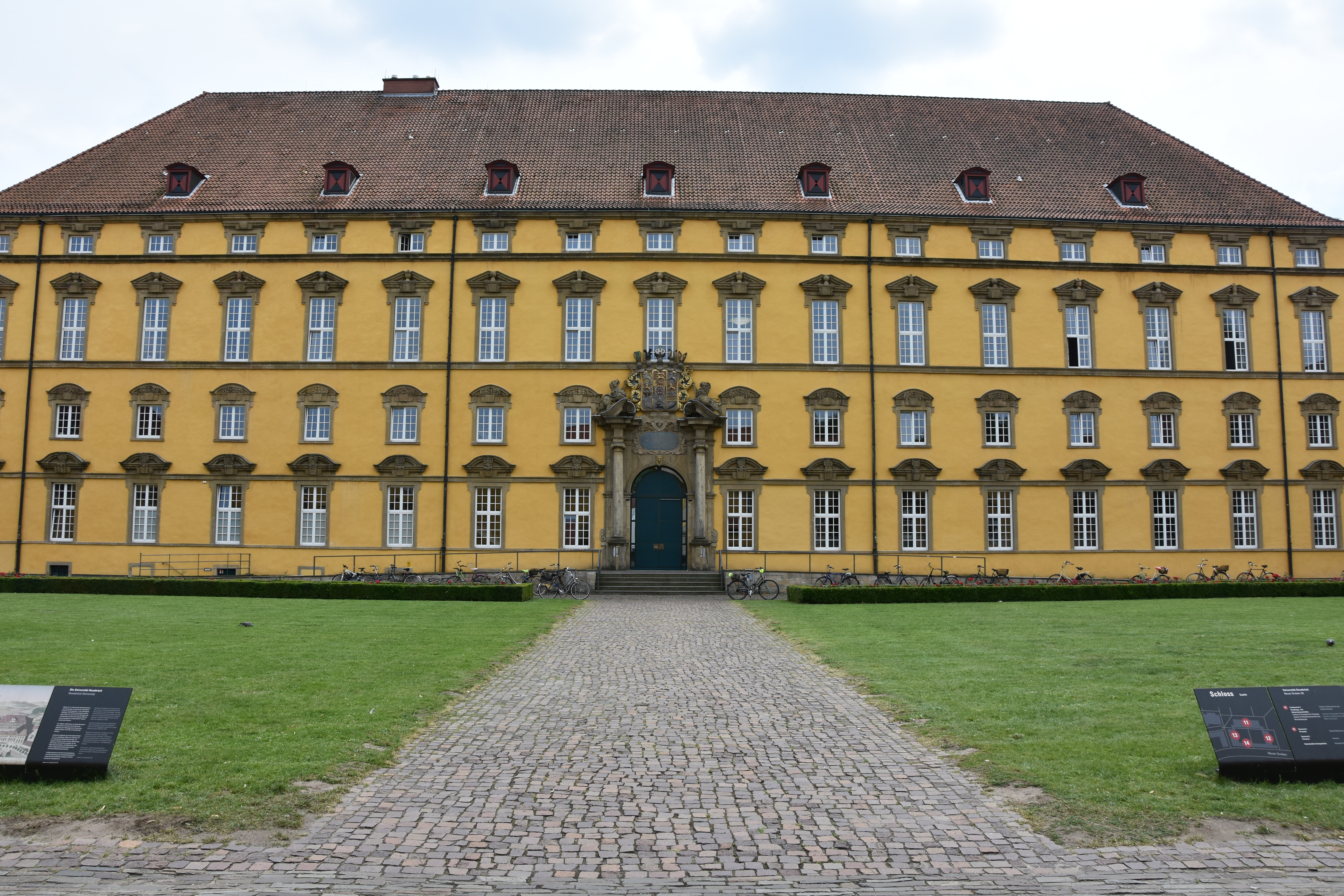
Hauptflügel vom Innenhof aus
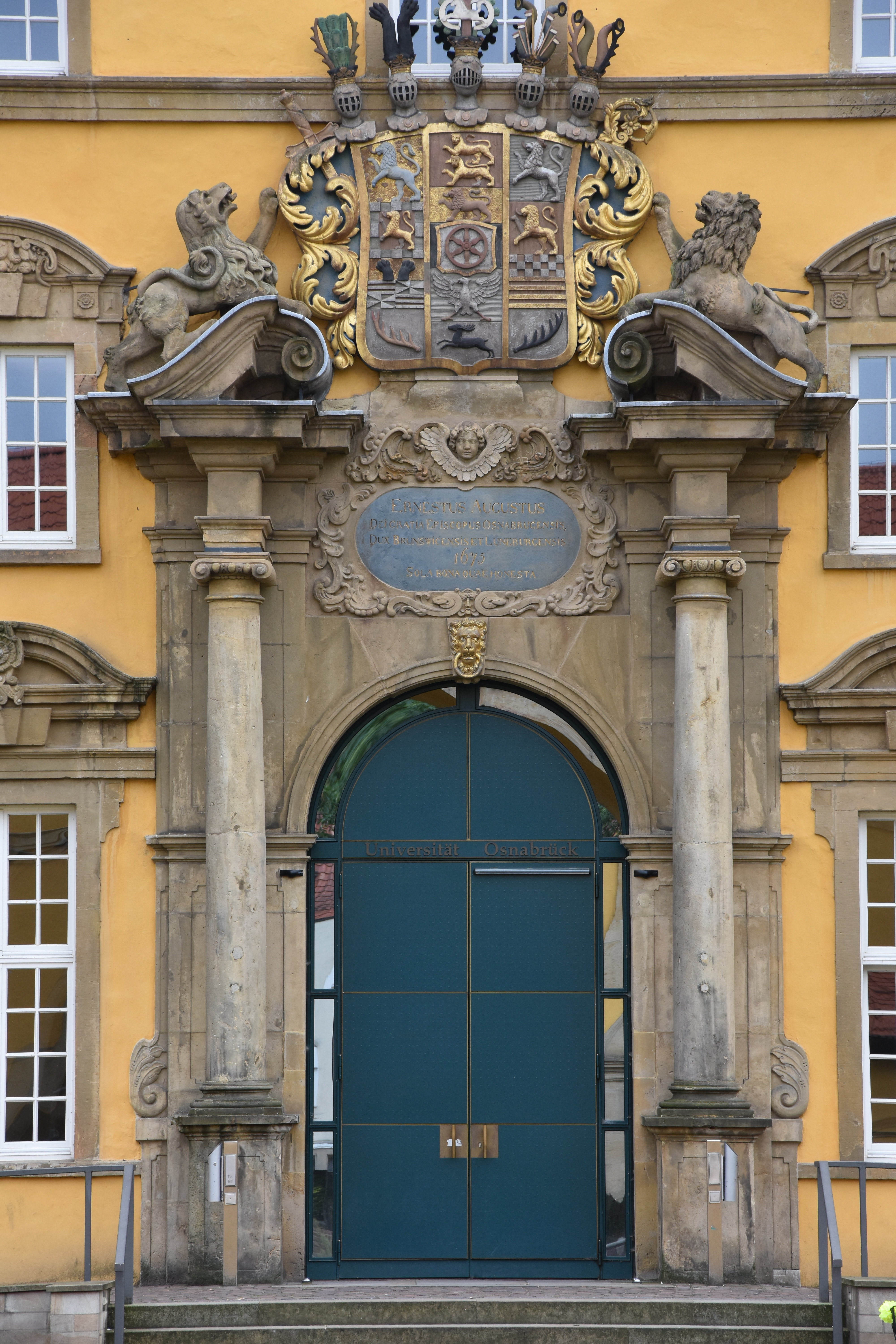
Portal des Haupteingangs
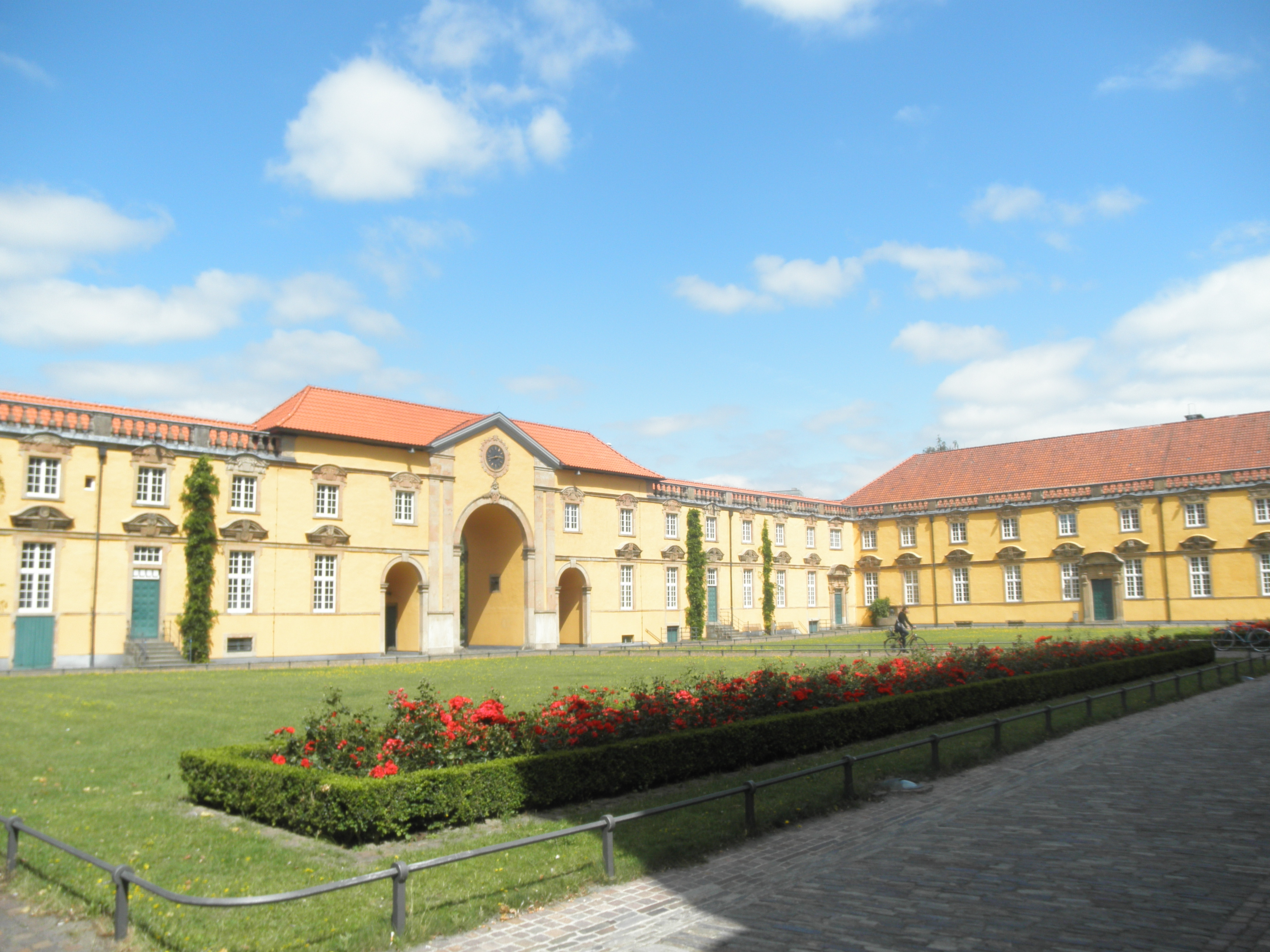
Innenhof
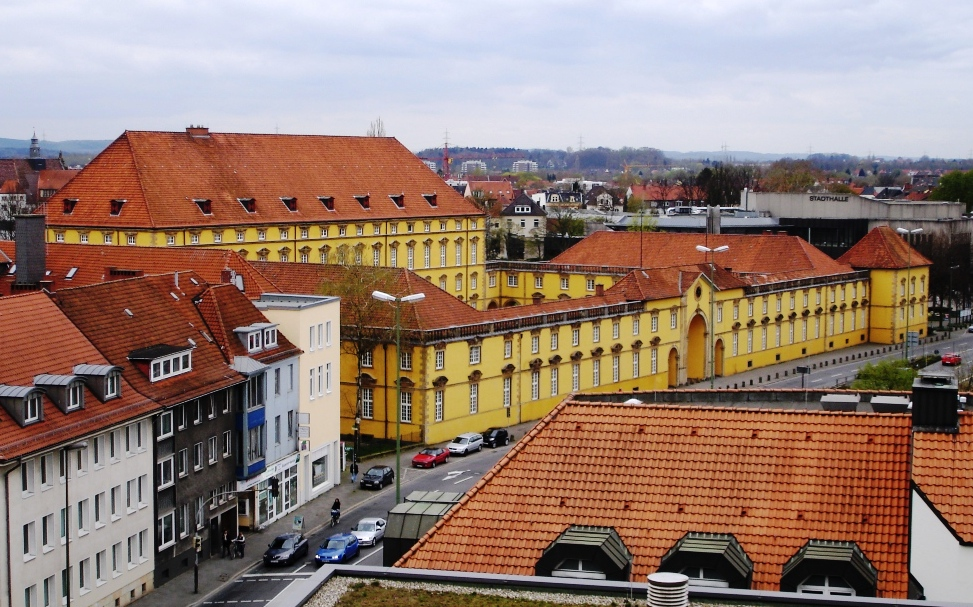
Blick aus östlicher Richtung
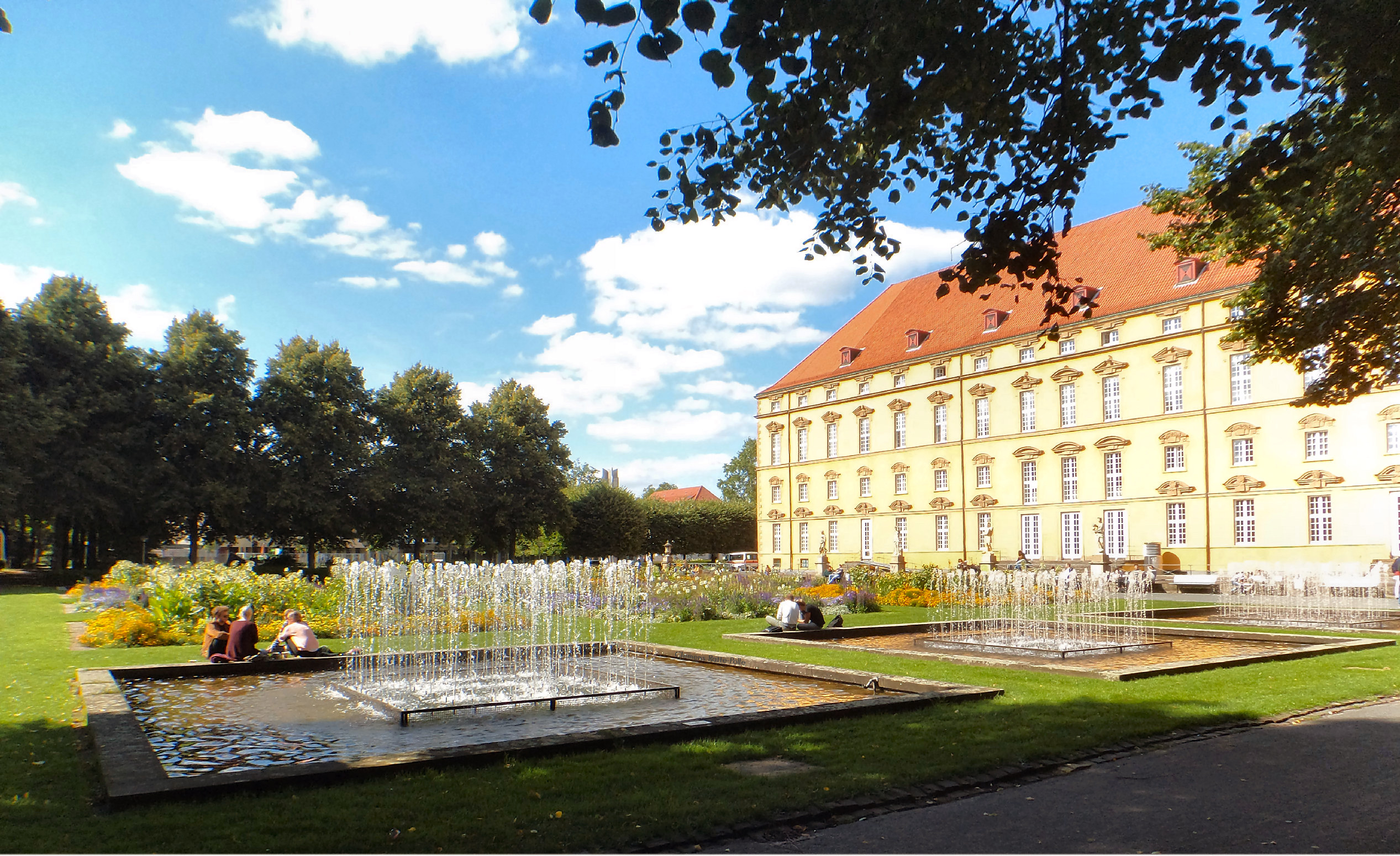
Gartenfront zum Schlossgarten
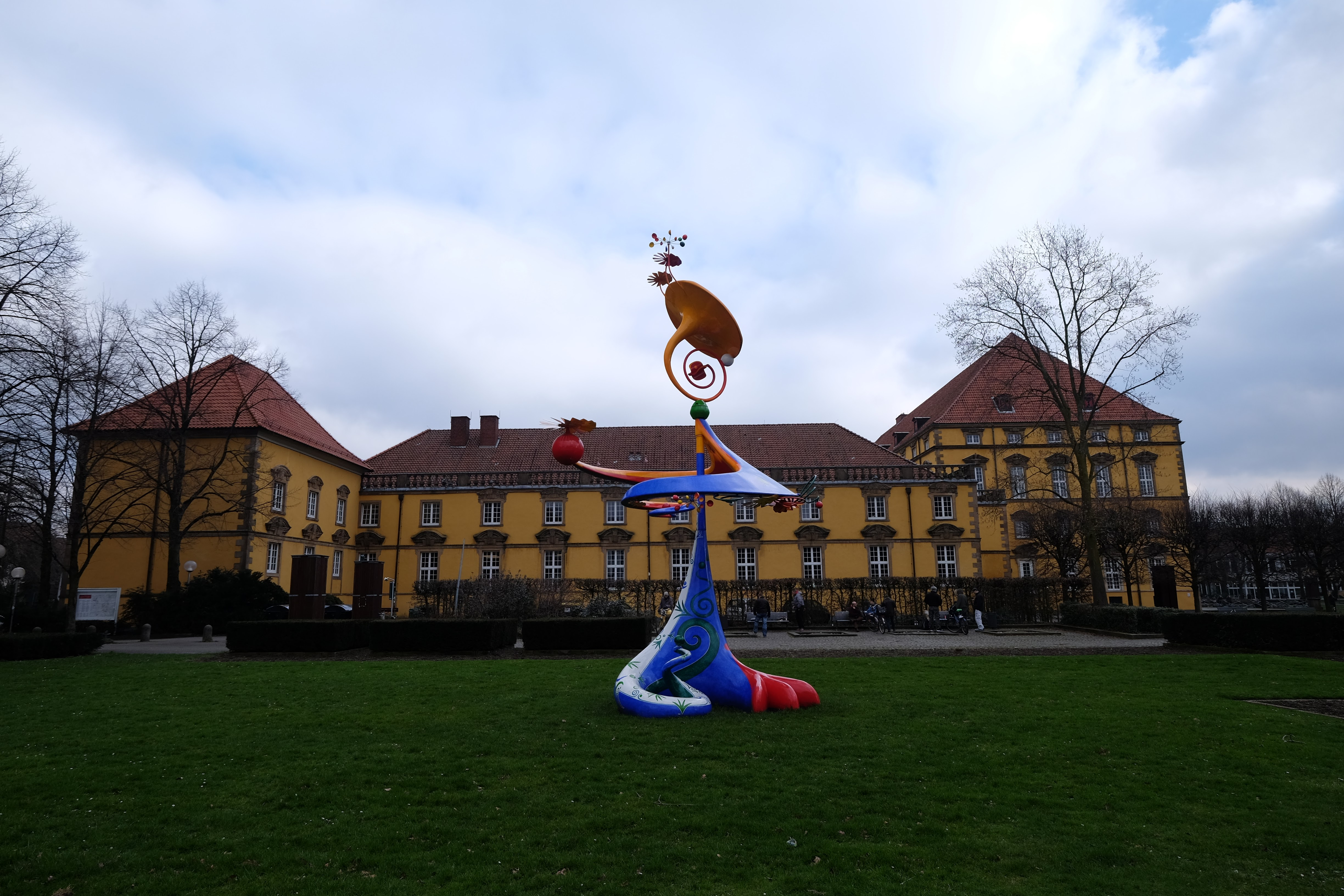
Westseite aus Richtung der OsnabrückHalle, im Vordergrund das Kunstwerk Solara

## Trivia

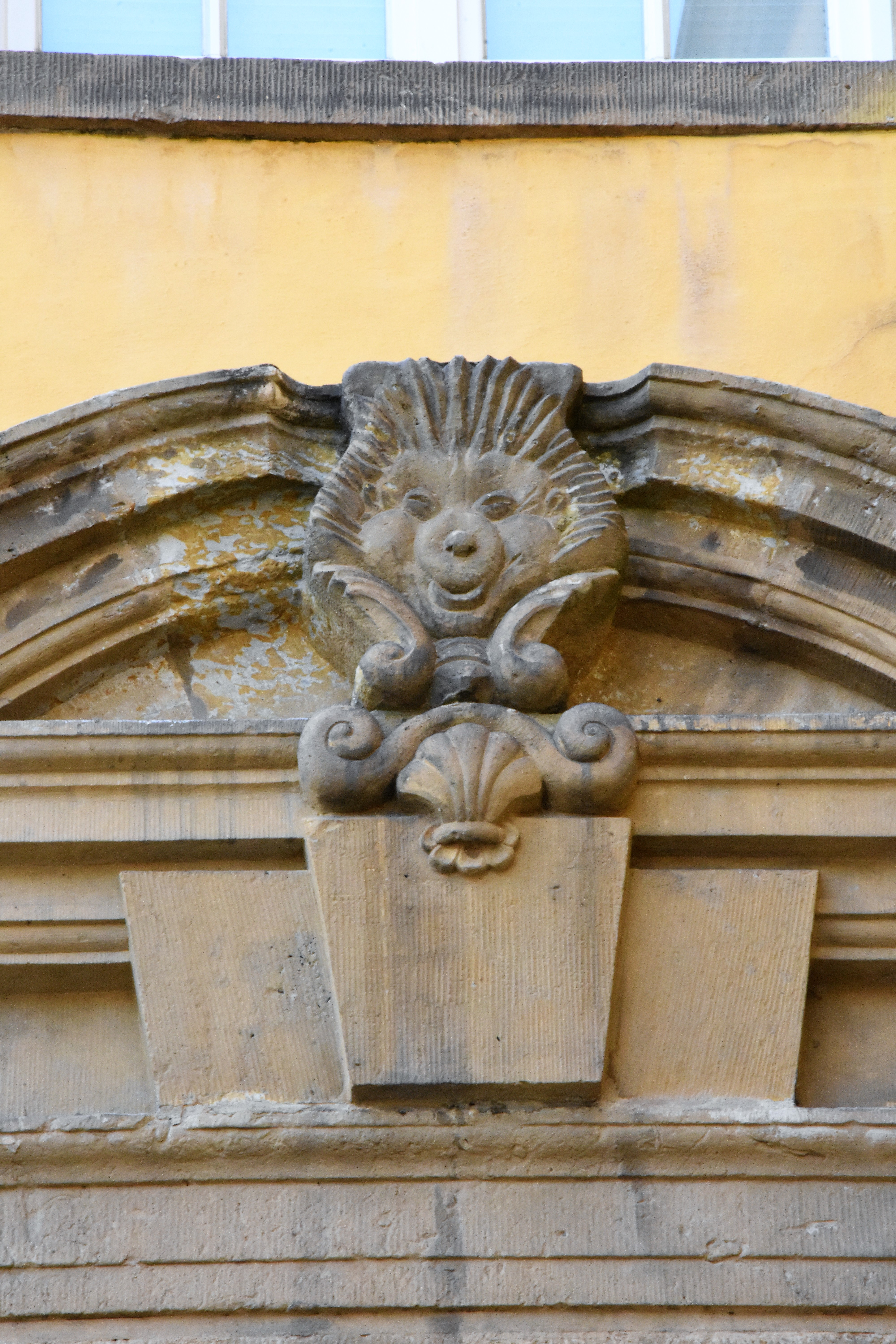
Fensteraufsatz mit Meckikopf

Nach den Zerstörungen während des Zweiten Weltkriegs mussten auch Teile der Außenfassade neu hergerichtet werden. Da die Bauaufsicht nicht genaustens auf eine originale Rekonstruktion achtete, wurde auf der Ostseite ein Fensteraufsatz mit einem Meckikopf anstelle Barocker Figuren eingebaut. Ein Steinmetzteam, in dem auch der Bildhauer Hans Gerd Ruwe arbeitete, stellte die Fensteraufsätze beim Wiederaufbau her, sodass der Fensteraufsatz möglicherweise von Ruwe stammen könnte. Dieser eingebaute Fensteraufsatz ist noch heute im Schloss erhalten.